# Ronaldo Henrique Silva
Ronaldo Henrique Silva (sinh ngày 10 tháng 4 năm 1991) là một cầu thủ bóng đá người Brasil.

## Sự nghiệp câu lạc bộ
Ronaldo Henrique Silva đã từng chơi cho Yokohama FC.